# NGC 6754
NGC 6754 је спирална галаксија у сазвежђу Телескоп која се налази на NGC листи објеката дубоког неба.
Деклинација објекта је - 50° 38' 31" а ректасцензија 19h 11m 25,0s. Привидна величина (магнитуда) објекта NGC 6754 износи 12,1 а фотографска магнитуда 12,9. Налази се на удаљености од 43,408 милиона парсека од Сунца. NGC 6754 је још познат и под ознакама ESO 231-25, AM 1907-504, IRAS 19075-5043, PGC 62871.